# Giuliano Poletti
Giuliano Poletti (Imola, 19 de noviembre de 1951) es un político italiano independiente. Desde 21 de febrero de 2014 es Ministro de Trabajo y Políticas Sociales en el Gobierno de Matteo Renzi.

## Carrera política
- Assesor municipal de Agricultura en Imola
- Presidente de Legacoop (2002-2013)[2]
- Presidente de Alleanza delle Cooperative Italiane (2013)

- Es también presidente nacional vicário de la Federación Nacional de Balonmano.[3]